# Chi Lăng, Tràng Định
Chi Lăng là một xã thuộc huyện Tràng Định, tỉnh Lạng Sơn, Việt Nam.
Xã Chi Lăng có diện tích 29,83 km², dân số năm 1999 là 3.278 người, mật độ dân số đạt 110 người/km².
Theo thống kê năm 2019, xã Chi Lăng có diện tích 29,83 km², dân số là 3.540 người, mật độ dân số đạt 119 người/km².